# Dahmani (délégation)
Pour les articles homonymes, voir Dahmani (homonymie).
Dahmani est une délégation tunisienne dépendant du gouvernorat du Kef.
En 2004, elle compte 30 749 habitants dont 15 340 hommes et 15 409 femmes répartis dans 6 609 ménages et 6 925 logements.